# 呪いのシリーズ
『呪いのシリーズ』（のろいのシリーズ）、または『呪いの招待状』（のろいのしょうたいじょう）は、曽祢まさこによる日本のホラー漫画作品のシリーズ。

## 概要
『月刊ハロウィン』（朝日ソノラマ）にて「呪いのシリーズ」として連載が始まり、後に「呪いの招待状」、更に「新・呪いの招待状」とタイトルが改められ、ウェブコミック配信サイト『デジタルホラーM』（ぶんか社）において、『新・呪いの招待状』の連載されていた。一話完結。
10年の寿命と引き換えに人を呪殺する呪術師・カイの元を訪れる人間たちの物語。

### 依頼と実行
日本ではカイの部屋は某ビルの一室にあるが、部屋に通じるエレベーターは普段はただの行き止まりの壁で、人を憎む・殺したいと願う「負の感情」を持つ人にのみ、案内板やエレベーターの扉が見える。例外的に、カイにどうしても会いたいという強い念を抱いた強運な人にも見えた。
報酬は依頼者の寿命10年分。寿命によっては依頼を受けた翌日に依頼者本人が死ぬ可能性があることもよく言い聞かせる。場合によっては報酬をもらい損なったり、ただ働きすることも稀にある。
“呪殺”の実行は基本的にカイの命令でカイの影であるネコが行うが、カイの都合などでカイ自身が行うこともある。また、人形マリーが黒いドレスを着て「死の国の使い」として手伝うこともある。

## 登場人物
カイ
本作の主人公。呪術師。
外見は青年風だが、5000年以上生きている。しかし不老不死ではなく、「人間よりちょっと長生きなだけ」（「不死人伝説」参照）。100年や200年前のことならば軽く覚えている。
腰まで届く長い髪が特徴。
女と子供に甘いところがあり、無関係の者が巻き込まれる事を嫌う。また、使い魔のネコには子供にはカード（招待状）を渡すなと言っているが、しばしば命令に背かれている。
ネコ
カイの影で、耳のとがった黒いネコ。
基本的にカイの命令には忠実に従うが、主であるカイをあまり快く思っておらず、隙あらば取って喰らい、その力を得ようと画策している。
実力は非常に高く、残虐な殺し方を好む。一方でゲスな人間に対して胸糞悪くなるところがあるなど、良心や人情を覗かせることも。
マリー
意志を持ったアンティーク・ドール。カイの部屋を訪れた依頼人を案内したり、お茶を出すなどする。
中身はマリー・クレール・ベルトランというフランス人の少女で、人形はマリーが誕生日に両親から貰い、「リュリュ」と名付けて大切にしていたもの。
19世紀末、火事の恐怖から超能力に目覚めるがコントロールが利かず、その力を恐れた母親の依頼でカイに12歳の時に呪殺されるが、カイの事を気に入り、一緒に埋められた人形に自らの魂を宿して墓から脱出し、カイの後を追って来た。その後は仕事の邪魔をしない、という条件でカイの元に置いてもらっている。
報酬に対してはカイよりも厳しく、依頼人から取り損なったり、沙羅や夢使いに協力してもらった時の報酬が高い時には不満を漏らす。
その一方で事情次第では依頼者に同情したり、少女マンガや、少女向けのテレビゲームに夢中になる等、12歳の少女らしい一面も持ち合わせている。
客の目の前ではカタコトで話してはいるものの、日本語は流暢に話せる。しかしフランス生まれの為、読むのは苦手で、ゲームの攻略本を読む際には、辞書を見ながら解読していた。
いつも可愛らしいドレスを着ており、数え切れないほど持っている。かつて、単行本には「マリーのドレスのデザイン募集」というおまけコーナーが存在した。
沙羅（さら）
占い師。カイの古くからの友人で同業的な存在。占い料は最低30万円、尚且つ気に入らない人物とは会おうともしない。
カイとは恋愛関係ではないものの、よく食事やデートをする。
マリーとは犬猿の中で、彼女からは「インチキ占い師」などと呼ばれているが、実力はカイが保証している。当初はマリーの方から一方的に敵視していたが、『新』からは沙羅の方も失言をしてくるようになった。
テレビゲームの類も得意らしく、本人は「少しパソコンのゲームをかじっただけ」と言っているが、カイ曰く彼女の腕前はプロフェッショナルであり、現にマリーが攻略本を見ても苦戦したゲームを、難なくクリアしている。
影はきれいな銀色のキツネ、弟がいるが名前や詳細は不明。
夢使い（ゆめつかい）
スナック・舞夢のマスターで、カイの友人。生まれはアトランティス。他の生き物の夢を操ることができる。
依頼人の希望通りの夢を見せることができる。基本コースは1日の寿命分の夢（若い人には続けて売らないようにしている）。夢鳥の羽を寝る前に水に溶かして飲む。希望者には、1年分の寿命と引き換えにリアルな感覚も体験できる特別な夢を売ることもある（この夢は刺激が強すぎるということで、未成年には売っておらず、最悪の場合衰弱死の可能性もある）。
アメリカに三姉妹の従姉妹、妹がいる。
夢鳥
夢使いの影で、白い鳥。夢使いとは双子のように仲が良く、夢鳥が傷つくと夢使いもその衝撃を受ける（カイとネコの関係とは正反対）。
伯爵(サン=ジェルマン)
カイたちの仲間で自称『ミューズの守人』。実態は国際的な詐欺師で徹底した貴族主義者。
新しい城や館を入手すると三日三晩宴会を開いたりする。時々カイたちに会いに来たり、自分のコレクションを自慢することも。
仕事に関しての報酬は寿命と思われるが、影はどういうものなのか不明。
リンレイ(リシャール=シン)
ラスベガスを拠点にマジシャンを生業としているカイたちの仲間。カイに強い執着があり、『魔風都市』で初登場。
外見は男装の麗人だが正体は女性。
影はマジックショーでアシスタントも務める白ウサギで、彼女自身も分身の術が出来たりとかなり優秀だがなぜか喋らない。
J(ソウジュ・ジョーカー)
デトロイトを拠点に探偵と守人を寿命を代価に引き受けるカイの仲間のひとり。
影は仲間うちでも稀な白と黒の2体を操り、白貂と黒貂。
いつも仕事上でカイとかち合うことが多く、影や本人同士で決闘することが多々あり、そういう時はうまく言いくるめて協力させることもある。代価は1日につき3日分の寿命、スペシャルは1日につき1年分とかなり高い。
リンレイと同じく『魔風都市』で初登場。

## 書籍
呪いのシリーズ
- 朝日ソノラマ

1. 霧の殺意
2. 復讐の牙
3. 死者の依頼
4. 輪廻-エンドレス-
5. 双星のわな
6. 夢の葬送
7. 死線-デッドライン-
8. 醜い女
9. 不死人伝説
10. 招かれざる客

- 朝日ソノラマ文庫

1. 霧の殺意
2. 死者の依頼
3. 夢の葬送
4. 死線-デッドライン-
5. 招かれざる客

呪いの招待状
- ぶんか社コミックス

1. 迷宮の少女
2. シンデレラの館
3. 誕生日に殺される
4. 1/2の悪魔
5. 石のキャンディー
6. 星なき夜に
7. 華の軌跡
8. 摩天楼の下で
9. 幸福狩り
10. 白雪地獄変
11. 瑪瑙の呪い

- ホラーMコミック文庫

1. 誕生日に殺される
2. 石のキャンディー
3. 迷宮の少女

新・呪いの招待状
- ぶんか社コミックス

1. 恋の墓標
2. ガラスの棘
3. 黒い翼の天使達
4. 罪の行方
5. 花鬼館

新 呪いのシリーズ
- 朝日新聞出版

1. 魔風都市
2. 天使の館
3. 昔語り